# Окспренолол
Окспреноло́л — лекарственное средство группы бета-адреноблокаторов, используется при лечении гипертонии, стенокардии, аритмии и тревожных расстройств. По состоянию на 2013 год данный препарат в России не зарегистрирован.
Также является антагонистом 5-HT1A-рецепторов.

## Фармакология
Окспренолол является неселективным бета-адреноблокатором с некоторой внутренней симпатомиметической активностью. Как и другие бета-адреноблокаторы, конкурирует с адренергическими нейротрансмиттерами, такими как катехоламины, за связывание с симпатическими рецепторами. Как пропранолол и тимолол, окспренолол связывается в β1-адренорецепторами в сердце и гладких мышцах сосудов, подавляя действие катехоламинов (адреналина и норадреналина) и снижая частоту сердечных сокращений, сердечный выброс, систолическое и диастолическое артериальное давление. Он также блокирует β2-адренорецепторы, расположенные в гладких мышцах бронхиол, вызывая сужение в них сосудов. Связываясь с адренорецепторами юкстагомерулярного аппарата, окспренолол угнетает выработку ренина, подавляя тем самым синтез ангиотензина II и альдостерона, в связи с чем тормозит вазоконстрикцию и задержку воды.
По своей структуре близок к альпренололу. По фармакологическому действию близок к пропранололу, но оказывает менее выраженное угнетающее влияние на силу и частоту сокращений миокарда, а также имеет несколько меньшую способность вызывать бронхиолоспазм. В связи с этим переносится в некоторых случаях лучше, чем пропранолол, однако существенных преимуществ перед другими бета-адреноблокаторами не имеет.
Так же, как метопролол и пропранолол, обладает липофильными свойствами, в связи с чем метаболизируется в печени и обладает эффектом «первого прохождения», что является причиной его низкой биодоступности (от 20 до 70 %), существенной вариабельности плазменных концентраций, быстрому периоду полувыведения (1-2 часа), а также возможности лекарственного взаимодействия с другими препаратами, влияющими на ферменты печени. Кроме этого, окспренолол хорошо проходит через гематоэнцефалический барьер, в отличие от
водорастворимых бета-адреноблокаторов (атенолол, соталол, надолол), поэтому более часто вызывает побочные эффекты на центральную нервную систему (например, ночные кошмары).

## Применение
В связи с мощным неселективным действием окспренолола на адренорецепторы (в том числе β2-адренорецепторы), не допускается применять его при лечении астматиков, так как он может вызывать необратимую недостаточность дыхательных путей и их воспаление.

## Передозировка
Симптомы передозировки: раздражение ЖКТ, угнетение центральной нервной системы, кома, очень медленное сердцебиение, сердечная недостаточность, летаргия, низкое кровяное давление, свисты в дыхании.